# Bléruais
Bléruais är en kommun i departementet Ille-et-Vilaine i regionen Bretagne i nordvästra Frankrike. Kommunen ligger i kantonen Saint-Méen-le-Grand som tillhör arrondissementet Rennes. År 2022 hade Bléruais 98 invånare.

## Befolkningsutveckling
Antalet invånare i kommunen Bléruais
Referens:INSEE